# Interton Video 2800
Interton Video 2800 ist eine Spielkonsole, die 1977 von Interton veröffentlicht wurde. Sie basiert auf dem integrierten Schaltkreis F4301 von Universal Research Laboratories. Damit können Pong-ähnliche Spiele und ein grafisch sehr einfach gehaltenes Autorennen ausgeführt werden. Die Ausgabe des Schwarz-Weiß-Bildes erfolgt an einem Fernseher mit Antenneneingang, die des Tons über einen in der Konsole verbauten Lautsprecher. Als Zubehör von Interton waren ein Netzteil und zwei Drehregler jeweils mit langem Verbindungskabel („Fernbedienung V360“) erhältlich.